# Canada Équestre
Canada Équestre (Canada Hippique jusqu'en juin 2016, anglais : Equestrian Canada), est une fédération sportive au Canada dans le domaine du sport équestre. Elle est la branche exécutive des équipes nationales équestres du Canada et regroupe des coachs, compétiteurs, organisateurs et également des juges.
Dans ce rôle, la fédération gouverne les relations officielles avec la Fédération équestre internationale (FEI) du Canada, avec le Comité international olympique (CIO) et avec le Comité international paralympique. Elle gouverne également les relations entre le gouvernement du Canada et les athlètes et professionnels équestres canadiens.

## Sport équestres au Canada
Elle gouverne huit disciplines de la FEI : le dressage, l'attelage, l'endurance, le concours complet, le reining, le saut d'obstacles (et la chasse), le para-équestre, et la voltige. PH gouverne également certaines disciplines non-FEI.
L'organisation a la responsabilité de surveiller et de coordonner tous les programmes, services et activités liés aux loisirs en rapport avec le cheval. Elle agit en tant qu'intermédiaire représentative des fédérations équestres canadiennes. Le programme vise à promouvoir l’image de marque du Canada en tant que producteur de qualité de chevaux convenant à la course, aux sports de la FEI et autres que de la FEI, aux compétitions de races et à l’élevage.

## Historique
Canada Hippique (alors connue sous l'acronyme CH) a été créé durant l'acquisition de la Fédération équestre canadienne (FEC), gouvernant dans le domaine équestre, et de l'Équipe équestre canadienne (EEC), représentant le Canada dans les compétitions internationales.
En juin 2016, la fédération est renommée Canada Équestre.

Logo sous l'ancien nom.